# Maja
Maja er et pigenavn, hvortil der er knyttet en række betydninger. 
På arabisk findes varianten Maia, der betyder "fremragende". Maja kan også staves med y eller i. Maia er i den romerske og den græske mytologi en gudinde og her betyder navnet "lille mor".
På sanskrit betyder Maya "blændværk". 